# Коротка історія майже всього на світі. Від динозаврів і до космосу (книга)
Коротка історія майже всього на світі. Від динозаврів і до космосу (англ. A Short History of Nearly Everything) — науково-популярна книга Білла Брайсона, автора багатьох бестселерів, в якій він пояснює дивовижні досягнення науки та навіть зазирає в майбутнє, силкуючись зрозуміти суть людського покликання. Книга, вперше вийшла у видавництві «Broadway Books» у США в травні 2003 року. Українською мовою її переклало та опублікувало 2018 року видавництво «Наш Формат» (перекладач — Олена Замойська).

## Огляд книги
|                                                     | Ми на диво мало знаємо про те, що відбувається в нас під ногами. Кумедно, Форд почав виробляти автомобілі, а Нобелівський комітет присуджувати премії значно раніше, ніж ми дізналися, що в Землі є ядро. І, звісно ж, ідея про те, що материки, наче латаття, рухаються поверхнею Землі, стала загальновизнаною менш ніж покоління тому. |
| — Bill Bryson, A Short History of Nearly Everything | |

Брайсон описує зрозумілими термінами складні речі — розмір Всесвіту, атомів і субатомних часток, досліджує історію геології  та біології  і відстежує життя з моменту першого появу до сучасності, підкреслюючи розвиток сучасного Homo sapiens. Крім того, він розглядає можливість зіткнення Землі з метеоритом, розмірковуючи над можливостями людей виявити такий метеорит до зіткнення, та над пошкодженнями, які таке зіткнення може викликати. Автор описує деякі з останніх руйнівних катастроф вулканічного походження в історії нашої планети, включаючи Кракатау і парк Йеллоустон.
|                                                     | Ніхто не усвідомлює меж руйнівної природи людства, але факт залишається фактом: де б ми не з’являлися протягом останніх 50 тисяч років або близько того, тварини зазвичай зникали, здебільшого у приголомшливих кількостях. В Америці після появи на континенті сучасних людей протягом 10–20 тисяч років майже миттєво зникли 30 родів великих тварин — деякі були дуже великими. Європа й Азія, де у великих тварин було більше часу, щоб навчитися обережності, втратили від третини до половини усіх особин. Австралія, з протилежно інших причин, втратила не менше 95 відсотків. |
| — Bill Bryson, A Short History of Nearly Everything | |

Значна частина книги присвячена курйозним історіям ексцентричної поведінки вчених та дослідників.
|                                                     | Якось поет Поль Валері запитав Айнштайна, чи є в нього записник для занотовування ідей. Айнштайн подивився на нього зі щирим здивуванням. «О, це зайве, — відповів він. — Ідеї в мене з’являються нечасто». |
| — Bill Bryson, A Short History of Nearly Everything | |

Брайсон розглядає сучасні уявлення про вплив людини на клімат Землі, а також наслідки цих перетворень — масштабні природні катастрофи, землетруси, цунамі, урагани і масові вимирання.
Книга містить кілька фактичних помилок і неточностей. Деякі з них виникли через те, що з моменту публікації були зроблені нові відкриття та висновки, а деякі погляди та класифікації зазнали змін. Наприклад, раніше Плутон відносили до звичайних планет, але зараз він вважається карликовою планетою і найбільшим об'єктом у поясі Койпера. А Всесвіт не збирається припиняти розширення, як вважалось ще десятиріччя тому, навпаки, воно прискорюється.

## Нагороди та відгуки
Книга отримала загалом позитиві відгуки, а рецензенти називають її інформативною, добре написаною та дуже розважальною

.
- У 2004 році «науково-популярний бестселер здобув відзнаку Aventis Лондонського королівського товариства[6]. Пізніше автор пожертвував свою винагороду у розмірі 10.000 фунтів стерлінгів благочинній дитячій лікарні Great Ormond Street Hospital.
- У 2005 році A Short History of Nearly Everything здобула Європейську премію Декарта[7] за наукову комунікацію. Того ж року її було номіновано на нагороду The Baillie Gifford Prize for Non-Fiction (Премія Самуеля Джонсона в жанрі нон-фікшн)[8].

## Переклади українською
- Білл Брайсон. Коротка історія майже всього на світі. Від динозаврів і до космосу / пер. Олена Замойська. — К.: Наш Формат, 2018. — 472 с. — ISBN 978-617-7513-04-8.